# الكسندر مكاي (جيولوجي)
الكسندر مكاي (بالإنجليزية: Alexander McKay)‏ هو جيولوجي نيوزيلندي، ولد في 11 أبريل 1841 في Carsphairn ‏ في المملكة المتحدة، وتوفي في 8 يوليو 1917 في ويلينغتون في نيوزيلندا.